# Gafurow (dystrykt)
Gafurow (tadż. Ноҳияи Ғафуров, pers. صدرالدين عيني) – dystrykt w północnej części wilajetu sogdyjskiego w Tadżykistanie. Jego stolicą jest miasto Gafurow. Inne duże miasta w dystrykcie to Czkalowsk, Taboszar i Kajrakkum. Ma 2700 km² powierzchni, z czego 95% to tereny wiejskie. Centrum produkcji bawełny - w 2007 roku w dystrykcie wyprodukowano 19 500 ton.

## Podział administracyjny
Gafurow dzieli się na 12 dżamoatów:
- Utkansoj
- Jowa
- Paktakor
- Hajdar Usmonow
- Gozijon
- Undżi
- Ismoil
- Isfisjor
- Katagan
- Owczi Kalacza
- Kistakuz
- Gafurow (miasto)